# Renminbi
El renminbi, (en xinès simplificat: 人民币; pinyin: Rénmínbì; lit. 'moneda del poble'; símbol: ¥; codi ISO: CNY; abreujat: RMB) popularment conegut com a iuan, és la moneda de curs legal a la República Popular de la Xina des de la revolució comunista de 1949 i la creació del Banc Popular de la Xina com a banc central xinès. El iuan (元) és la unitat bàsica del renminbi. Un iuan es divideix en 10 jiao (角), i el jiao es subdivideix en 10 fen (分). La paraula iuan s'utilitza àmpliament per referir-se a la moneda xinesa en general, especialment en contextos internacionals. Totes dues denominacions, juntament amb la forma iuan renminbi, es fan servir com a sinònimes.
Els símbols utilitzats per indicar els preus són el xinès simplificat yuan (元) després de la quantitat, o el llatinitzat ¥ abans de la quantitat. El codi ISO 4217 del renminbi és CNY.

## Evolució històrica

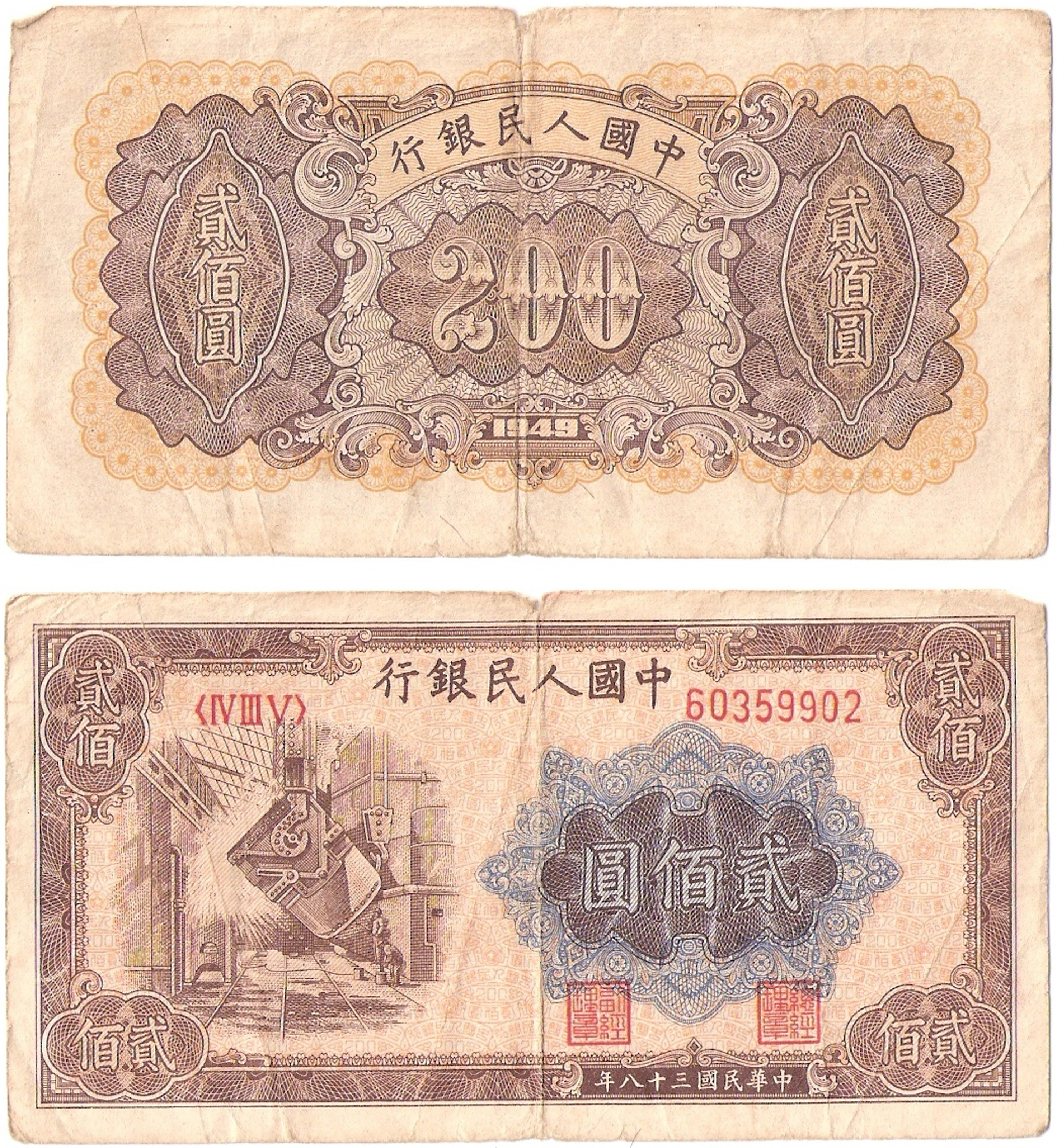
Bitllet de 200 iuans de 1949

Quan va ser creat el 1949, el tipus de canvi era de 600 iuans per dòlar. Entre 1953 i 1972, sota un sistema econòmic purament centralitzat i planificat, es fixà un canvi artificial de 2,42 iuans per dòlar. Arran del col·lapse del sistema canviari de Bretton Woods (1973), el renminbi es vinculà, de manera no oficial, a una cistella de divises. Aquesta situació es mantingué fins a l'any 1980, quan el banc central xinès va tornar a vincular el iuan amb el dòlar a un tipus de canvi fix d'1,5 iuans per dòlar. El 1984 el renminbi patí una devaluació i es canvià a 2,3 iuans per dòlar, circumstància que es repetí el 1993, quan la moneda caigué fins a 5,8 iuans per dòlar.
El 1994 la política monetària xinesa establí un tipus de canvi de flotació controlada al voltant d'una taxa de canvi inicial de 8,7 iuans per dòlar. A la pràctica s'establí un tipus de canvi fix a 8,28 iuans per cada dòlar EUA. Aquest tipus de canvi s'ha mantingut fins al 2005, malgrat que aquesta política havia estat molt criticada pels Estats Units i per la Unió Europea, ja que el renminbi estava clarament infravalorat i això representava un avantatge artificial per als exportadors xinesos. El juliol del 2005 el govern va anunciar que començaria a deixar fluctuar la moneda, inicialment sobre una base de 8,11 iuans per cada dòlar i amb un marge del 0,3% diari davant d'una cistella de divises encara per definir.

## Monedes i bitllets
Emès pel Banc Popular de la Xina (中国人民银行, Zhongguo Renmin Yinhang), en circulen monedes d'1, 2 i 5 fen (molt poc utilitzades), 1 i 5 jiao i 1 iuan, i bitllets d'1, 2 i 5 jiao i 1, 2, 5, 10, 20, 50 i 100 iuans.